# Cyril Hijar
Pas d'image ? Cliquez ici

a Compétitions nationales et continentales officielles uniquement.

b Matchs officiels uniquement.
Dernière mise à jour le 31 janvier 2024.
Cyril Hijar, né le 25 janvier 1984 à Toulouse, est un joueur de rugby à XV espagnol. Il joue en équipe d'Espagne et évolue au poste de troisième ligne aile (1,91 m pour 98 kg). 

## Carrière

### En équipe nationale
Il a honoré sa première cape internationale en équipe d'Espagne le 13 mai 2006 contre l' Allemagne.

## Palmarès
- 13 sélections en équipe d'Espagne de 2006 à 2008
- Sélections par année : 3 en 2006, 7 en 2007, 3 en 2008